# Diocesi di Cone
La diocesi di Cone (in latino: Dioecesis Conensis) è una sede soppressa del patriarcato di Costantinopoli e una sede titolare della Chiesa cattolica.

## Storia
Cone, identificabile con Büyük Çorca nell'odierna Turchia, è un'antica sede episcopale della provincia romana della Frigia Terza nella diocesi civile di Asia. Faceva parte del patriarcato di Costantinopoli ed era suffraganea dell'arcidiocesi di Cotieo.
In origine Cone, chiamata anche Demetriopoli, faceva parte della provincia ecclesiastica dell'arcidiocesi di Sinnada. Quando venne creata la provincia della Frigia Terza nel IX secolo, Cone divenne suffraganea dell'arcidiocesi di Cotieo. La diocesi è documentata in tutte le Notitiae Episcopatuum del patriarcato di Costantinopoli fino al XII secolo. Tuttavia non sono noti vescovi per questa antica sede episcopale.
Dal 1933 Cone è annoverata tra le sedi vescovili titolari della Chiesa cattolica; la sede è vacante dal 24 maggio 1968.

## Cronotassi dei vescovi titolari
- Michal Buzalka † (17 marzo 1938 - 7 dicembre 1961 deceduto)
- Clarence Edward Elwell † (5 novembre 1962 - 24 maggio 1968 nominato vescovo di Columbus)